# Leucania dauensis
Leucania dauensis là một loài bướm đêm trong họ Noctuidae.